# Die Melancholie der Haruhi Suzumiya
Die Melancholie der Haruhi Suzumiya (jap. 涼宮ハルヒの憂鬱, Suzumiya Haruhi no Yūutsu) ist eine Anime-Fernsehserie, die erstmals im Jahr 2006 in Japan gezeigt wurde und auf der Light-Novel-Reihe Suzumiya Haruhi basiert.
In der Serie unter Regisseur Tatsuya Ishihara wurden die Bände 1–3 und 5–6 adaptiert. Das Drehbuch der ursprünglich neunten Folge Someday in the Rain wurde von Nagaru Tanigawa, dem Buchautor der Reihe, exklusiv für den Anime geschrieben. Der 4. Band der Romanreihe erschien 2010 als Kinofilm Suzumiya Haruhi no Shōshitsu. Die Animationen der Serie und des Kinofilms stammen von dem Anime-Studio Kyōto Animation.
Der Anime handelt von Haruhi Suzumiya, einem Schulmädchen mit der gottgleichen Fähigkeit, die Welt und Realität frei nach ihren Wünschen zu formen. Sie stellt eine Gefahr für das Universum dar, da sie sich dieser Fähigkeit nicht bewusst ist und schnell in Langeweile und Frustration verfällt. Ihre engen Schulfreunde, die mit Ausnahme des Erzählers Kyon von unterschiedlichen Organisationen abgestellt wurden, sollen sie daher observieren und unter Kontrolle halten.
Kurz nach der Ausstrahlung der Serie vom 3. April 2006 bis zum 3. Juli 2006 in Japan, bekam Kadokawa Shoten (der Herausgeber der Buchreihe) zahlreiche Angebote, um die Handlung als Anime, Manga und Light Novel zu lizenzieren. Aufbauend auf der bereits erfolgreichen Buchreihe war der Anime der Auslöser einer großen Fanbewegung, deren Fans sich selbst Haruhiisten nennen. Infolge eines Internet-Phänomens entwickelte sich das Franchise um die Serie zu einer der bekanntesten Anime-Produktionen überhaupt. In Deutschland wurde der Anime durch Anime Virtual lizenziert. Seit dem 9. Juni 2008 erschien die synchronisierte Fassung der Serie auf vier DVDs, die im Abstand von etwa zwei Monaten veröffentlicht wurden. Ab Frühjahr 2012 erscheinen auch die 2. Staffel sowie der Kinofilm in Deutschland beim Anime-Label Kazé.

## Handlung
Der Anime wurde bei der Erstaufführung im japanischen Fernsehen in einer nicht chronologischen Reihenfolge gezeigt. Dennoch sollen im Folgenden die Handlungsabschnitte in chronologischer Reihenfolge wiedergegeben werden.

### Die Melancholie der Haruhi Suzumiya

#### Einleitung
Die ersten sechs Folgen geben im Groben die Geschehnisse der ersten Light Novel Suzumiya Haruhi no Yūutsu und der ersten Hälfte von Suzumiya Haruhi no Tameiki wieder und beginnen mit einer Szene, in der der frisch eingeschulte Oberschüler Kyon auf seinem Schulweg begleitet wird. In einem Monolog, der seine inneren Gedanken freigibt, beschreibt er seine eigene Persönlichkeit als erwachsen gewordenen Jungen, der schon seit langer Zeit nicht mehr an Dinge wie den Weihnachtsmann, übernatürliche Fähigkeiten, Außerirdische oder Zeitreisende glaube. Bei der Selbstvorstellung vor der neu formierten Klasse wird er von der attraktiven Mitschülerin Haruhi Suzumiya schockiert, die – entgegen seiner vorher geschilderten Auffassung – erklärt, dass sie sich nur für solche Phantasiegestalten begeistern könne und an normalen Menschen nicht interessiert sei. Direkt vor ihr sitzend, gelingt es ihm dennoch zu der von den Mitschülern als verrückt erklärten Haruhi eine auf gelegentliche Gespräche basierende Beziehung aufzubauen.
Nachdem Haruhi nach wenigen Wochen alle Clubaktivitäten ausprobiert hat und sich für keinen der Schulclubs begeistern konnte, wird sie von Kyon unbeabsichtigt dazu inspiriert, selbst die Initiative zu übernehmen. Sie will nun einen Schulclub nach ihren Vorstellungen gründen und trifft erste Vorkehrungen. Dabei überredet sie den eher desinteressierten Kyon zur Mitarbeit, womit dieser automatisch das zweite Clubmitglied wird.
Bei ihrer Suche nach einem Clubraum stößt Haruhi auf die Überreste des Literaturclubs, der nur noch aus einem einzigen Mitglied besteht: die stille und bibliophile Yuki Nagato, die sich nicht gegen eine Übernahme des Raumes durch Haruhi wehrt und somit zum dritten Clubmitglied wird. Am Folgetag schleppt Haruhi Mikuru Asahina in den Clubraum, eine ahnungslose und schüchterne Schülerin, die wegen ihrer starken Wirkung auf männliche Personen als „Loli de Kyonyū“ (dt. „Lolita [d.h. sehr jung aussehendes Mädchen] mit Riesenbrüsten“) bezeichnet wird. Haruhi drängt Mikuru mit diversen Hintergedanken, sich dem noch namenlosen Club anzuschließen. Nach erstem Zögern willigt Mikuru ein, als sie Yuki wiedererkannt zu haben scheint. Dieses Verhalten begründet sich später in der Beziehung der Clubmitglieder zu Haruhi, die alle nicht zufällig diesem Club beitreten.
Kyon ist zu diesem Zeitpunkt noch nicht bewusst, dass die neuen Clubmitglieder Agenten verschiedener Geheimorganisationen sind und muss zunächst machtlos mit ansehen, wie Haruhi die schüchterne Mikuru für Werbezwecke und als Druckmittel missbraucht. So besucht sie beispielsweise den Computerclub und erpresst den Vorsitzenden mit gestellten Fotos, die eine angebliche Vergewaltigung von Mikuru zeigen.
Einige Zeit später tritt mit Itsuki Koizumi das zweite männliche und letzte Clubmitglied in Erscheinung, das auch aus scheinbar freien Stücken dem Club beitreten will. Mit der Aufnahme des letzten Mitglieds erfüllt der Club, der mittlerweile von Haruhi als SOS-Brigade (jap. SOS団, SOS-dan, kurz für Sekai o Ōi ni moriageru tame no Suzumiya Haruhi no dan, 世界を大いに盛り上げるための涼宮ハルヒの団, dt. Suzumiya Haruhis Gruppe um die Stimmung auf der Welt beträchtlich zu bessern) bezeichnet wurde, auch die Auflagen der Schule, dass ein Schulclub mindestens fünf Mitglieder benötigt.

#### Identität der Clubmitglieder
Während Haruhi sich eine Club-Aktivität nach der anderen einfallen lässt und die Mitglieder traktiert, erfährt Kyon in einzelnen Gesprächen immer mehr von den besonderen Umständen der anderen Clubmitglieder. Diese erzählen ihm recht früh über ihre wahre Natur. Kyon vermag die Äußerungen jedoch nicht so recht einzuordnen, da er nicht vollends von diesen überzeugt ist. Yuki berichtet ihm in einem privaten Gespräch von ihrer Existenz als „menschliche Schnittstelle“ (eine Außerirdische) und ihrer Aufgabe, Haruhi für die Integrated Data Entity zu observieren. Dies muss sie das erste Mal unter Beweis stellen, als Ryōko, die beliebteste und emsigste Schülerin der Klasse und auch eine „menschliche Schnittstelle“, außer Kontrolle gerät und versucht Kyon zu töten. Dabei kommt es zu einem Duell zwischen den beiden Außerirdischen, das Yuki gewinnt. Trotz schwerer Wunden gelingt es Yuki, sich selbst und den im Kampfverlauf vollkommen zerstörten Gebäudeabschnitt der Schule wieder zu rekonstruieren und vorzutäuschen, Ryōko sei in eine andere Stadt gezogen.
Mikuru berichtete ihm unterdessen davon, eine Zeitreisende zu sein, welche im Jetzt feststeckt. Auch mit der Mission betraut, mehr über Haruhi herauszufinden, durchlebt sie unzählige peinliche Strapazen. Sie beweist Kyon ihre Existenz durch ihr älteres Ich, dem er in der Schule über den Weg läuft. Sie ist zudem die Ursache mehrerer Paradoxien, da sie durch ihre Zeitreisen in die Vergangenheit ihre eigene Zukunft selbst beeinflusst und daher stets bemüht ist, ihrem jüngeren Ich nicht zu begegnen.
Itsuki gibt sich ihm als Mitglied einer Organisation von ESP-Begabten zu erkennen und soll Haruhi emotional unter Kontrolle halten. Nahezu deprimierend wird Kyon dabei von Itsuki als gewöhnlicher Mensch und zugleich als ungewöhnlicher Faktor in der Nähe von Haruhi beschrieben. Da Haruhi das Verschwinden von Ryōko bemerkt und beginnt Nachforschungen anzustellen, die zu Widersprüchen führen, nimmt sie Kyon als Begleiter mit um die Wohnung der Verschwundenen Ryōko aufzusuchen. Letztlich müssen sie aber unverrichteter Dinge die Untersuchung abbrechen, was Haruhi entsprechend frustriert. Kyon wird anschließend von Itsuki aufgegriffen, der ihm bei einer Fahrt in einen anderen Teil der Stadt ausführlich von seiner Tätigkeit berichtet, die im von Haruhi erschaffenen Paralleluniversum auftauchenden Shinjin (神人, dt. „göttliche Person“) zu bekämpfen. Was er ihm auch sogleich demonstriert.

#### Offenes Ende
Die sechste Folge kehrt wieder zu einem normaleren Schultag zurück. Haruhi zeigt erste Anzeichen, dass sie Kyon nicht wie jeden anderen Schüler behandelt und einen Hauch von Neid, als sie Kyon zusammen mit Mikuru sieht. Das bunte Treiben wird von einer unwirklichen Situation unterbrochen, in der Kyon allein mit Haruhi in der Schule zurückbleibt, während die gesamte Schule von einem Paralleluniversum Haruhis umgeben ist. In diesem ist Haruhi von den Shinjin so beeindruckt und voller Freude, dass sich alles um sie herum mit einem Schlag auflöst und Kyon am nächsten Tag in seinem Bett erwacht, wobei für ihn zunächst unklar bleibt, ob es nur ein Traum war. Aus den Reaktionen der andern Clubmitglieder geht jedoch hervor, dass er wirklich mit Haruhi in der Parallelwelt war. Da diese Folge zugleich auch den Abschluss der Fernsehserie darstellt, endet sie mit einer Fortführung des normalen Schulalltags. Es kommt zu einem Treffen zwischen Haruhi und Kyon, welches auf eine Romanze schließen lässt, jedoch offen endet.

### Die Langeweile der Haruhi Suzumiya
Die einzelne Folge entspringt einem späteren Kapitel der zweiten Light Novel Suzumiya Haruhi no Tameiki die nach der bisher geschilderten Handlung spielt. Im Zentrum der Folge steht der Gedanke Haruhis an einem Baseball-Wettbewerb teilzunehmen. Dazu werden kurzerhand einige weitere Charaktere, zu denen die beiden Freunde Kyons, seine kleine Schwester und Tsuruya gehören. Der anderen Mannschaft hoffnungslos unterlegen und von der Unfähigkeit ihrer Mannschaft enttäuscht, verfällt Haruhi in eine tiefere Depression, welche die anderen Clubmitglieder spüren können. Yuki, die sich gegen jegliche Manipulation des Spiels ausgesprochen hatte, ist nun gezwungen ihre Fähigkeiten einzusetzen, was den Spielverlauf auf den Kopf stellt. Als knapper Sieger, mit einer glücklichen Haruhi, vom Platz gehend, sieht sich der Club am nächsten Tag mit etlichen weiteren Wettbewerben konfrontiert, an den Haruhi ebenfalls teilnehmen will.

### Mysterique Sign
Aufbauend auf dem gleichnamigen Kapitel der dritten Light Novel Suzumiya Haruhi no Taikutsu, zeigt die Folge Kyon bereits im Umgang mit den Phänomenen vertraut, die in der Gegenwart von Haruhi auftreten, und er beginnt deren Ursprung zu hinterfragen. Emiri Kimidori (喜緑 江美里, Kimidori Emiri), die angebliche Freundin des Computerclub-Vorsitzenden, ersucht unterdessen Haruhi um Hilfe, da ihr Freund seit einigen Tagen spurlos verschwunden sei. Davon begeistert bietet sich Haruhi an, die Nachforschungen zu übernehmen. In dem Zimmer des Vorsitzenden, zu dem Yuki den Zugang verschaffte, kann Haruhi jedoch nichts Ungewöhnliches feststellen und verlässt bald gelangweilt das Haus. Unterdessen treffen sich die anderen vier verbliebenen Mitglieder erneut in dem Zimmer, da Yuki und Itsuki die Präsenz einer parallelen Dimension gespürt haben wollen, die dem Paralleluniversen von Haruhi ähnelt. Von Yuki in die Parallelwelt gebracht, kommt es zu einer Auseinandersetzung mit einem Milliarden von Jahre alten Wesen, das den Vorsitzenden in sich aufgenommen hatte. Recht problemlos von Yuki besiegt und den Vorsitzenden retten könnend, kehren alle fünf in den Alltag zurück. Als Schlusswort stellt sich heraus, dass Haruhi das Wesen mit dem Entwurf des Logos ihrer Website geweckt haben soll, da es nach der Vernetzung der Computer der nächste Schritt der Evolution gewesen sei. Nach wie vor stellt sich Kyon die Frage, ob alles was um ihn herum geschieht von Haruhi erschaffen wurde.

### Das Einsame-Insel-Syndrom
In dieser zwei Folgen umfassenden Geschichte lädt ein „entfernter Verwandter“ von Itsuki die SOS-Brigade, zusammen mit Kyons kleiner Schwester, zu einem Aufenthalt in seiner neu errichteten Villa auf einer einsamen Insel ein. An ihrem ersten Tag genießen die Mitglieder ihren Aufenthalt, werden aber bald von einem Sturm überrascht und müssen sich im Inneren des Gebäudes aufhalten. So verbringen die Mitglieder ihre Zeit mit Spielen, als der Eigentümer der Villa spurlos verschwindet und letztlich in seinem Raum tot aufgefunden wird. Auf der Suche nach Hinweisen zu dem Mörder wird zunächst Yutaka, der jüngere Bruder des Besitzers, verdächtigt, da er die Insel kurz vor Aufzug des Unwetters verlassen haben soll. Dies bringt Haruhi und Kyon dazu die Insel nach Hinweisen abzusuchen und landen schließlich durch einen Unfall in einer Höhle, die sie nicht mehr allein verlassen können. Während beide versuchen ihre Sachen zu trocknen, kommt Haruhi mit Hilfe von Kyon hinter das Rätsel und inszeniert nach ihrer Rettung ebenfalls ein Schauspiel. Bei diesem wir der „tote“ Eigentümer so schockiert, dass er sich letztlich verteidigen will. Es stellt sich heraus, dass alles nur eine Inszenierung war, um Haruhi bei dem schlechten Wetter zu beschäftigen. Dennoch bleiben einige Fragen ungeklärt, da nicht alle beobachteten Aktivitäten im Haus geplant waren.

### Live Alive
Die 12. Folge der Serie ist dem ersten Kapitel der 6. Light Novel Suzumiya Haruhi no Dōyō entnommen und begleitet Kyon auf einem Schulfest, bei dem die Clubmitglieder einzeln unterwegs sind und an verschiedenen Attraktionen mitwirken, während ihr selbst gedrehter Film – der in Episode 11 „Die Abenteuer der Mikuru Asahina“ zu sehen ist – aufgeführt wird. Itsuki nutzt die Zeit um Theaterstücke aufzuführen, Mikuru arbeitet als Maid in einem Café und Yuki versucht sich im Wahrsagen, was zu sekundengenauen Vorhersagen führt. Gegen Ende des Tages zieht sich Kyon aus der Schule in die Sporthalle zurück um sich die Schulbands anzuhören und etwas zu entspannen. Von den anfangs spielenden Bands gelangweilt befindet er sich im Halbschlaf und muss verwundert feststellen, wie schnell sich die Halle füllt, kurz bevor die Schulband ENOZ angekündigt wird. Dabei stellt er entsetzt fest, dass Haruhi und Yuki die Funktion zweier Bandmitglieder übernommen haben, da diese kurzfristig ausfielen. Trotz Kyons anfänglicher Bedenken wird der Auftritt ein voller Erfolg. Als Abschluss der Folge trifft Kyon am nächsten Tag auf die schon fast wieder gelangweilte Haruhi und bringt sie unwillkürlich auf die Idee eine eigene Band zu gründen.

## Charaktere
→ Siehe Hauptartikel: Suzumiya Haruhi no Yūutsu
Im Zentrum der Light Novel stehen die Mitglieder der SOS-Brigade, die fast alle die Klischees für Moe-Charaktere erfüllen. Da ist der männliche Protagonist Kyon, aus dessen Sicht die Handlung erzählt wird. Im Zentrum der Handlung steht die aufgeweckte, exzentrische und unberechenbare Schülerin Haruhi Suzumiya, von der alle besonderen Ereignisse ausgehen. Ein weiteres Clubmitglied ist die Außerirdische Yuki Nagato, die sich zu Beginn äußerst wortkarg und gleichgültig gibt. Die meiste Zeit mit der Nase in einem Buch steckend beobachtet sie die Aktionen von Haruhi. Auch die schüchterne und unbeholfene Mikuru Asahina soll als Zeitreisende aus der Zukunft mehr über Haruhi herausfinden. Im Gegensatz zu Yuki wird sie als „Loli de Kyonyū“ (dt. „Lolita [d.h. sehr jung aussehendes Mädchen] mit Riesenbrüsten“) immer wieder Opfer Haruhis abwegiger Einfälle. Das letzte Mitglied der Clubs ist der ESP-Begabte Itsuki Koizumi, der Haruhi im Auftrag der Agency kontrollieren und erforschen soll. Zusammen mit den anderen Mitgliedern der Organisation zieht er immer wieder aus, um die von Haruhi in einer Parallelwelt erschaffenen Monster zu bekämpfen.
Neben ihnen erreichten auch die Nebencharaktere Ryōko Asakura, Tsuruya und die jüngere Schwester von Kyon eine weitreichende Bekanntheit, da sie auch immer wieder für Einbände und Titelseiten von Magazinen verwendet wurden. Zu vielen der Charaktere entstanden Parodien, wovon die Parodien auf Haruhi und Tsuruya zu den bekanntesten gehören, die auch in Form einer Kurzfilm-Serie umgesetzt werden.

### ENOZ
ENOZ ist eine fiktive Band, die sich aus vier Schülerinnen zusammensetzt und nur während der zwölften Folge innerhalb der Anime-Serie auftritt. Der Name leitet sich von der realen J-Pop Band ZONE ab, der rückwärts geschrieben wurde. Die Charaktere wurden den Bandmitgliedern nachempfunden, was sich unter anderem in nur leicht veränderten Vornamen gegenüber der realen Gruppierung äußert. Dazu wurden einige Kanji ausgetauscht oder zusätzliche Silben angehängt. In der Romanvorlage existiert zwar auch eine Schulband, jedoch wird deren Name nie genannt und verfügt nur über drei Mitglieder.
Im Anime treten während des Schulfestes die Bandmitglieder Miyuki und Takako aufgrund von Krankheit nicht auf und werden durch Haruhi und Yuki ersetzt. In dieser neuen Formation spielen sie in der Fernsehserie die Titel „God knows…“ und „Lost my music“. Beide Musikstücke wurden in einer längeren Fassung auf der Single Suzumiya Haruhi no Tsumeawase veröffentlicht, welche die am häufigsten verkaufte und sich am längsten in den Charts befindlichen Seiyū-Single Japans ist.
| Rolle                                          | nachempfundenes Bandmitglied                   | Instrument      |
| ---------------------------------------------- | ---------------------------------------------- | --------------- |
| Takako Nakanishi (中西 貴子, Nakanishi Takako) | Tomoka Nishimura (西村 朝香, Nishimura Tomoka) | Gitarre         |
| Miyuki Enomoto (榎本 美夕紀, Enomoto Miyuki)   | Miyu Nagase (長瀬 実夕, Nagase Miyu)           | Gitarre, Gesang |
| Mai Zaizen (財前 舞, Zaizen Mai)               | Maiko Sakae (栄 舞子, Sakae Maiko)             | Bassgitarre     |
| Mizuki Okajima (岡島 瑞樹, Okajima Mizuki)     | Mizuho Saitō (斎藤 瑞穂, Saitō Mizuho)         | Schlagzeugerin  |

## Konzeption und Szenerie

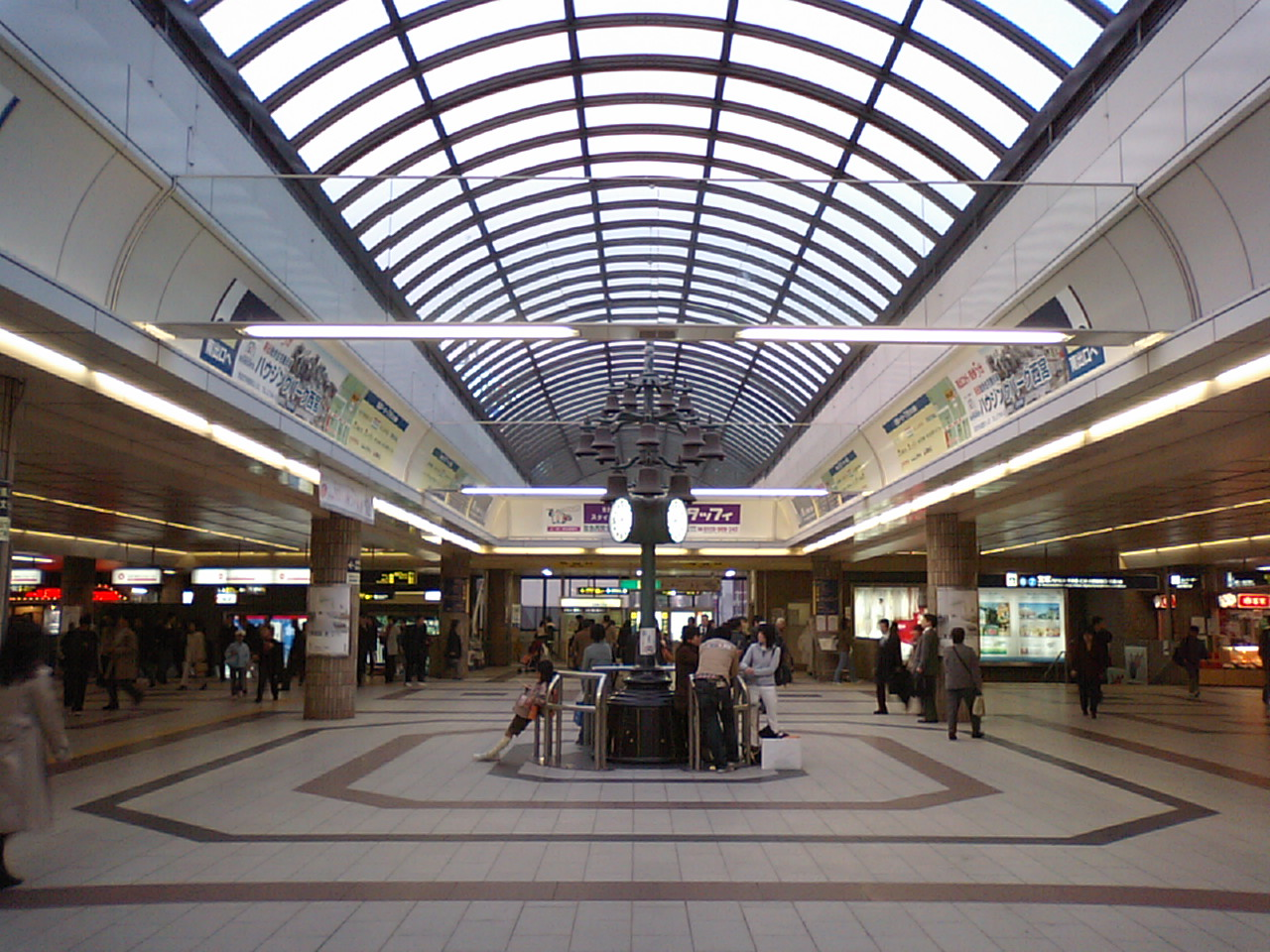
Die Zeichnungen des in der Serie als Kitaguchi bezeichneten Bahnhofs basieren auf Fotografien des realen Bahnhofs Nishinomiya-Kitaguchi

Wie in der Einleitung der ersten Light Novel, begleitet der Sprecher von Kyon das Publikum mit seinen immer wieder eingestreuten Monologen durch die Handlung. Dazu kommentiert er mit teils sarkastischen Kommentaren die visuell dargebotenen Geschehnisse, deren Dialog immer wieder in den Hintergrund rückt. Als Ich-Erzähler, der sich fast ausschließlich einem inneren Monolog bedient, zieht er dabei auch zukünftige Ereignisse mit ein, sodass die gesamte Handlung rückblickend betrachtet wird. Dies ermöglicht es dem Zuschauer zahlreiche ironische Gedankengänge zu präsentieren und eine gewisse Distanz zu der Hauptfigur Haruhi Suzumiya zu wahren. Der gleiche Erzähler konnte so auch genutzt werden um schnell zwischen den Szenen der Handlung zu wechseln, ohne dass eine längere visuelle Einleitung notwendig ist.
Wie auch bei anderen Serien aus dem Hause Kyōto Animation, basieren viele Szenen und Handlungsorte auf einem realen Vorbild, dessen einzelne Bestandteile zu einer zusammenhängenden Szenerie zusammengesetzt wurden. Als Vorlage diente diesmal die Stadt Nishinomiya in der Präfektur Hyōgo, wo sich auch die Kwansei-Gakuin-Universität befindet, die Nagaru Tanigawa einst besuchte. Dabei wird der reale Name der Stadt und der Orte wie auch schon bei den anderen Serien nicht genannt. Jedoch wurden zahlreiche Hinweise eingestreut die auf die realen Orte schließen lassen. So wurden die Namen der Haltestationen oder auch der Baseballmannschaften in veränderter Form wiedergegeben, jedoch lassen sich diese leicht wiedererkennen oder ähneln namentlich dem Original sehr stark. Beispielsweise halten die Züge der Hankyū Dentetsu im erfundenen Bahnhof Kitaguchi, der dem realen Bahnhof Nishinomiya-Kitaguchi gleicht. Beim Bahnhof Kōyōen (光陽園駅, Kōyōen-eki) wurden gegenüber dem realen Bahnhof Kōyōen (甲陽園駅, Kōyōen-eki) sogar nur die Kanji so ausgetauscht, dass die Aussprache trotz unterschiedlicher Schreibweise gleich blieb. Die nördlich in Nishinomiya gelegene Oberschule, die von Kyon, Haruhi und den anderen Mitgliedern des Clubs besucht wird, ist ebenfalls ein realer Schauplatz. Genauso setzt sich dieses Vorgehen auch bei anderen namentlich genannten realen Dingen fort. Die originalgetreuen Hintergründe stammen ebenfalls aus der näheren Umgebung des Ortes.

## Beteiligte
Aufbauend auf der Light-Novel-Vorlage Suzumiya Haruhi no Yūutsu von Nagaru Tanigawa entstand die Anime-Fernsehserie unter der Regie von Tatsuya Ishihara im Studio Kyōto Animation. Dabei wurde das Äußerliche der Charaktere größtenteils aus den Buch-Illustrationen von Noizi Ito übernommen, das von Shoko Ikeda nochmals überarbeitet wurde. Die künstlerische Leitung übernahm Seiki Tamura mit der Unterstützung von Miyuki Hiratoko.
Die begleitende Musik wurde von Satoru Kōsaki sowohl komponiert als auch arrangiert. Für die Vertonung waren Yota Tsuruoka und Yoshimi Sugiyama von Rakuonsha zuständig, die auch bei vielen Titeln die außerhalb von Kyoto Animation entstanden mitwirkten. Eiko Morikawa von Sound Garden erstellte die zugehörigen Soundeffekte.

### Synchronisation
In der japanischen Fassung sprach Aya Hirano die Rolle von Haruhi Suzumiya. Noch bevor sie von den Produzenten angesprochen wurde, hatte sie bereits die Bücher der Light-Novel-Reihe gelesen. In einem Interview gab sie zu, dass sie sich nur schwer in die Rolle von Haruhi hineinversetzen konnte, da der Charakter von Haruhi so kraftvoll und erschreckend gewesen wäre. So spielte sie Haruhis Rolle etwas anders als im Original beschrieben und fügte der Persönlichkeit ihres Charakters niedlich wirkende Bestandteile hinzu. Trotz ihrer eigenen Zweifel konnte sie mit dieser Rolle die erstmals 2007 verliehenen Seiyū Awards den Preis in der Kategorie Bester Newcomer (weiblich) gewinnen und erhielt auf der Tōkyō Kokusai Anime Fair die Auszeichnung als Beste Synchronsprecherin. Ihre Rolle als Haruhi Suzumiya war damit das Sprungbrett ihrer Karriere.
Minori Chihara hatte anfangs ebenfalls Probleme sich mit ihrer Rolle als Yuki Nagato zu identifizieren. Bisher hatte sie hauptsächlich sehr energetische Charaktere gespielt und musste nun mit Yuki einen Charakter spielen, der wortkarg agiert und gleichzeitig „cool“ ist.
Entgegen ihren Seiyū-Kollegen spielte Yūko Gotō mit Mikuru Asahina einen für sie typischen Moe-Charakter und bekam gar die Anweisung des Regisseurs ihre „übliche Rolle“ zu spielen. Dadurch soll ihr das Sprechen von Mikuru leichtgefallen sein und so bemühte sie sich Mikuru als ein zwar recht unfähige Person, jedoch mit einer klaren Zielsetzung und ein wenig Intelligenz darzustellen.

#### Deutsche Fassung
Die deutsche Fassung wurde von Elektrofilm synchronisiert. Im Forum des Lizenznehmers Anime Virtual wurde im Vorfeld den Fans die Möglichkeit gegeben über Sprechervorschläge abzustimmen. Die Auswahl beschränkte sich auf bei Elektrofilm verfügbaren Sprechern.
| Rolle            | Japanischer Sprecher (Seiyū) | Deutscher Sprecher |
| ---------------- | ---------------------------- | ------------------ |
| Haruhi Suzumiya  | Aya Hirano                   | Oona Plany         |
| Kyon             | Tomokazu Sugita              | Michael Baral      |
| Mikuru Asahina   | Yūko Gotō                    | Kathrin Neusser    |
| Yuki Nagato      | Minori Chihara               | Julia Meynen       |
| Itsuki Koizumi   | Daisuke Ono                  | Kim Hasper         |
| Kyons Schwester  | Sayaka Aoki                  | Anja Rybiczka      |
| Taniguchi        | Minoru Shiraishi             | Jesco Wirthgen     |
| Kunikida         | Megumi Matsumoto             | Dirk Petrick       |
| Ryōko Asakura    | Natsuko Kuwatani             | Christin Springer  |
| Tsuruya          | Yuki Matsuoka                | Anna Predleus      |
| Shamisen         | Ken’ichi Ogata               | Patric Tavanti     |
| Takako Nakanishi | Ryoko Nagata                 | Nicole Hannak      |
| Miyuki Enomoto   | Mai Kadowaki                 | Maria Sumner       |
| Mai Zaizen       | Sara Nakayama                | Svantje Wascher    |
| Mizuki Okajima   | Mina Hiroe                   | Emily Behr         |

## Musik

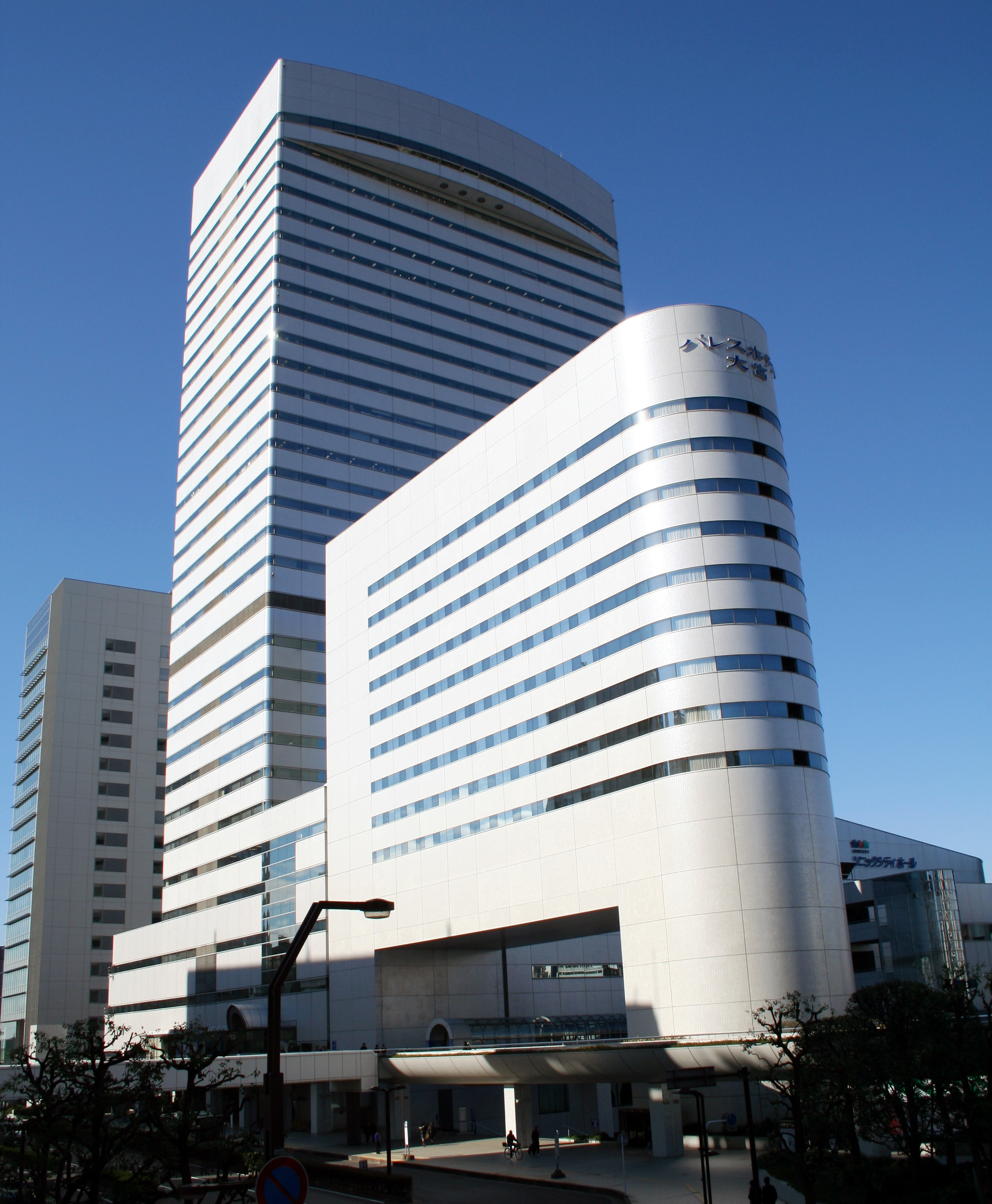
Die Sonic City in Ōmiya, Saitama diente als Veranstaltungsort des Live-Konzerts Suzumiya Haruhi no Gekisō

Im Anime wurden zwei verschiedene Titel mit einer Länge von etwa eineinhalb Minuten Länge für den Vorspann verwendet. In der ersten Folge war dies Koi no Mikuru Densetsu (恋のミクル伝説, dt. etwa „Mikurus Sage der Liebe“) von Yūko Gotō. Von der zweiten bis zur dreizehnten Folge wurde der von Aya Hirano gesungene Titel Bōken Desho Desho? (冒険でしょでしょ?, wörtlich: „Es ist ein Abenteuer, richtig richtig?“) verwendet. Die vierzehnte und letzte Folge besaß keinen Vorspann. Stattdessen wurde sie mit einer langen Fassung von Bōken Desho Desho? im Abspann beendet. In allen anderen Folgen wurde der zusammen von Aya Hirano, Minori Chihara und Yūko Gotō gesungene Titel Hare Hare Yukai (ハレ晴レユカイ) verwendet.
Während der laufenden Sendung wurden sechs weitere Lieder gespielt. Dies sind God knows… und Lost my music von Aya Hirano (Folge 12), die 4. Sinfonie von Tschaikowski (Folge 11), die 7. Sinfonie von Schostakowitsch sowie Daphnis und Chloé von Ravel (Folge 13) und Gustav Mahlers 8. Sinfonie, auch Sinfonie der Tausend, (Folge 7).

### Musikveröffentlichungen
Aufbauend auf der Musik des Animes erschienen zahlreiche Musikproduktionen, die sich fast alle in den japanischen Charts platzieren konnten und neue Verkaufsrekorde für Singles von Seiyūs aufstellten. So befanden sich alle vier veröffentlichten Soundtrack-Singles in den Top-10 der japanischen Single-Charts, wovon sich Suzumiya Haruhi no Tsumeawase und Hare Hare Yukai sich etwa 2 Jahre lang in den japanischen Single-Charts hielten.
Es wurden neun Character Singles veröffentlicht, die jeweils einen der Charaktere als Cover besaß und vom Seiyū des zugehörigen Charakters interpretiert wurde. Jede dieser CDs beinhaltete den Titel Hare Hare Yukai in einer Version die den Eigenschaften der entsprechenden Figur angepasst war. Alle neun der über einen Zeitraum von etwa einem halben Jahr veröffentlichten CDs schafften es in die Top-20 der Single-Charts. Mit einem 9. Platz erreichte die zuletzt veröffentlichte Single zu Kyon die beste Platzierung der CD-Reihe.
Kurz nach der Veröffentlichung der Single Super Driver wurde bekannt, dass insgesamt mehr als eine Million CDs verkauft wurden, die auf dem Franchise aufbauten. Super Driver war dabei die erste Single-Veröffentlichung zum Vorspann der zweiten Staffel.

### Live-Konzerte
Am 18. März 2007 fand das Live-Konzert Suzumiya Haruhi no Gekisō (涼宮ハルヒの激奏) in der Sonic City von Ōmiya, Saitama statt. Die Seiyū aus dem Anime sangen Musikstücke der Serie und boten ein in erster Linie auf Spaß ausgelegtes Programm. Eine DVD-Doppelpackung des Konzerts wurde am 27. Juli 2007 durch Kadokawa Entertainment und Movic veröffentlicht. Es wurde jedoch häufig die Bildqualität, insbesondere die der zweiten DVD, bemängelt.
Auf der Animelo Summer Live 2007 Generation-A, dem größten jährlichen Anime-Musik-Konzert im Nippon Budōkan, trat unter anderen Aya Hirano als Special Guest mit dem Titel Bōken Desho Desho? in einer rockigen Fassung auf.

## Veröffentlichungen
Die erste Serienfassung wurde erstmals vom 3. April bis 3. Juli 2006 um Mitternacht (und damit am vorigen Fernsehtag) auf dem Sender Chiba TV übertragen. Je eine Stunde später folgte TV Saitama und binnen einer Woche TV Kanagawa, KBS Kyōto, TV Hokkaido, Sun TV, Tōhoku Hōsō, Tokyo MX, TV Aichi, Hiroshima Home TV und TVQ Kyushu. Regisseur (kantoku) war Tatsuya Ishihara, wobei jedoch die Figur Haruhi Suzumiya als „Superregisseur“ (超監督, chōkantoku) und ihm nominell vorstehend geführt wurde.
Kurz nach dem Ende der Erstausstrahlung wurde am 23. Juni 2006 eine erste DVD der Serie angeboten. Diese enthielt nur die erste Folge Asahina Mikuru no Bōken Episode 00. Ihr folgten sieben weitere DVD-Veröffentlichungen unter dem Titel Suzumiya Haruhi no Yūutsu 1 bis Suzumiya Haruhi no Yūutsu 7 mit, wie für Anime üblich, jeweils zwei weiteren Folgen, die bis zum 26. Januar 2007 vollständig erschienen. Lizenzbesitzer und Anbieter der Serie war in beiden Fällen Kadokawa Entertainment. Diese erschienen jeweils in einer regulären und einer limitierten Fassung.
2009 erschien eine neue Staffel von Folgen. Wurden die Folgen von 2006 noch unchronologisch ausgestrahlt, geschah dies 2009 in einer chronologischen Reihenfolge, so dass die alten Folgen von 2006 und die neuen von 2009 mehr oder weniger abwechselnd ausgestrahlt wurden. Ausgestrahlt wurde diese Fassung erstmals vom 3. April bis 9. Oktober 2009 nach Mitternacht auf Sun TV. In derselben Nacht folgten TV Saitama und Niigata TV 21, sowie binnen zwei Wochen Tokyo MX, TV Kanagawa, TVQ Kyushu, TV Wakayama, TV Hokkaido, KBS Kyōto, Hiroshima TV, Chiba TV, Nara TV, Sendai Hōsō und Nagoya TV. Gestreamt wurde es vom 15. April bis 15. Oktober 2009 auf Kadokawas YouTube-Channel Kadokawa Anime Channel. Zudem strahlte WOWOW die gesamte Serie sowie den Film erstmals landesweit über Satellit im Mai 2011 aus: die Folgen 1–11 am 4. Mai, 12–19 am 5. Mai, 20–28 am 6. Mai und den Kinofilm am 7. Mai, jeweils nach Mitternacht. Der Stab der Serie blieb im Wesentlichen gleich, jedoch wurde die Regie nun von Yasuhiro Takemoto ausgeführt, dem Tatsuya Ishihara als Gesamtregisseur vorstand. Nominell wurde die Figur Haruhi Suzumiya jedoch wiederum als Hauptverantwortliche geführt, diesmal jedoch mit ihrem Serientitel Brigadechef (団長, danchō). Tatsuya Ishiharas wurde dadurch als stellvertretender Brigadechef (団長代理, danchō dairi) und Yasuhiro Takemoto als Brigadechefsassistent (団長補佐, danchō hosa).
Die erste DVD der 2009er Fassung erschien am 28. August 2009 unter dem Titel Suzumiya Haruhi no Yūutsu 4: Sasa-no-Ha Rhapsody mit ausschließlich genannter Folge. Bis zum 26. März 2010 erschienen dann ebenfalls sieben weitere DVDs mit je zwei Folgen bis auf die letzte die nur eine enthielt. Diese DVDs wurden als Suzumiya Haruhi no Yūutsu 5.142857, 5.285714, 5.428571, 5.571428, 5.714285, 5.857142 und 5.999999 nummeriert. Diese DVDs erschienen ebenfalls in einer regulären und limitierten Fassung.
Am 26. November 2010 erschien eine Blu-Ray-Box namens Suzumiya Haruhi no Yūutsu: Blu-Ray Complete Box (涼宮ハルヒの憂鬱ブルーレイコンプリートBOX) mit allen Folgen auf 8 Blu-Rays. Diese regionalcodefreie Veröffentlichung enthielt auch englische Untertitel. Da die Folgen von 2006 im Gegensatz zu jenen neuen von 2009 noch nicht in HD-Qualität produziert wurden, liegen diese in einer hochskalierten Fassung vor, mit Ausnahme des Vor- und Abspanns die in HD-Qualität neugezeichnet wurden.

### Ausland
Bereits kurz nach der ersten Ausstrahlung lagen dem Lizenzgeber zahlreiche Angebote ausländischer Unternehmen vor um die Serie anbieten zu können. So wurde diese für viele Länder lizenziert und synchronisiert. Im Folgenden sind die Länder, nach dem Erstveröffentlichungsdatum sortiert, aufgelistet:
| Land                   | Lizenzbesitzer         | Erstveröffentlichungsdatum |
| ---------------------- | ---------------------- | -------------------------- |
| Japan                  | Kadokawa Entertainment | 2. Apr. 2006               |
| Vereinigte Staaten     | Bandai Entertainment   | 29. Mai 2007               |
| Australien             | Madman Entertainment   | 12. Sep. 2007              |
| Singapur               | Odex                   | 26. Sep. 2007              |
| Südkorea               | Animax                 | 11. Jan. 2008              |
| Polen                  | Anime Virtual          | 4. Juni 2008               |
| Vereinigtes Königreich | Beez Entertainment     | 5. Juni 2008               |
| Deutschland            | Anime Virtual          | 9. Juni 2008               |
| Frankreich             | Kaze                   | 9. Juli 2008               |
| Belgien                | Kaze                   | 9. Juli 2008               |
| Russland (a)           | Reanimedia             | 14. Juli 2008              |
| Thailand               | Rose Media             | 25. Juli 2008              |
| Italien                | Dynit                  | 29. Okt. 2008              |

In Deutschland wurde Suzumiya Haruhi no Yūutsu von Anime Virtual lizenziert und 2008 auf insgesamt vier DVDs veröffentlicht. Ursprünglich war der Titel Die Sehnsucht der Haruhi Suzumiya geplant und auch angekündigt. Die Reihenfolge der Episoden entspricht der japanischen DVD-Veröffentlichung, die chronologisch ist, aber dennoch die Folge „Die Abenteuer der Mikuru Asahina“ voranstellt. Diese wäre entsprechend der Handlung die elfte Folge. Am 27. August 2010 erfolgte eine erneute Veröffentlichung als Premium-Box-Set. Das Release auf Blu-ray erfolgte durch Crunchyroll GmbH am 2. Juni 2023.

### Zweite Staffel
Eine Fortsetzung der Serie wurde mit einer ganzseitigen Anzeige in der Ausgabe vom 7. Juli 2007 der Asahi Shimbun angekündigt. Entsprechend einer Schätzung soll diese Anzeige etwa 40 Mio. Yen gekostet haben. Trotz dieser hohen Ausgabe und einiger später auf der Website eingestreute Hinweise fanden sich keine konkreten Angaben zu der Fortsetzung.
Nach vielen kleineren Gerüchten und eingestreuten Hinweisen auf den Webseiten von Kadokawa Shoten, die auf eine Umsetzung der vierten Light-Novel Suzumiya Haruhi no Shōshitsu schließen lassen sollten, vermeldeten am 3. Februar 2009 zahlreiche Nachrichtenseiten die Ankündigung der zweiten Staffel für April 2009. Sie stützten sich dabei auf die Fernsehwerbung für die März-Ausgabe des Magazins Newtype, das für den 10. Februar 2009 angekündigt wurde. In der Werbung war auf der Titelseite des Magazins Yuki Nagato abgebildet, die zuvor auch bei den Hinweisen eine größere Rolle spielte. Nur einen Tag später berichtete J-Cast jedoch von einer Wiederholung der ersten Staffel und berief sich dabei auf einen Sprecher von Kadokawa Shoten, so dass bis zur Veröffentlichung des Magazins Unklarheit darüber herrschte, ob wirklich von einer Fortsetzung berichtet wird. Nach der Veröffentlichung der Märzausgabe stellte sich heraus, dass das Magazin tatsächlich nur eine Wiederholung der ersten Staffel, die Veröffentlichung der Kurzfilme der Manga-Parodien auf YouTube und die Animation von K-On! durch Kyōto Animation ankündigte.
Nach der Feststellung, dass es sich nur um eine Wiederholung der ersten Staffel handelte, kam erneut das Gerücht auf, dass die zweite Staffel im Anschluss der Wiederholung gezeigt werden würde. So sei bei den Sendeanstalten eine 28 Folgen umfassende Serie angemeldet worden, wobei die erste Staffel jedoch nur 14 Folgen lang sei. So sahen sowohl J-Cast als auch Gigazine darin einen Hinweis auf die zweite Staffel. Einen konkreten Termin oder eine endgültige Bestätigung für eine zweite Staffel gab es jedoch nicht und die Meldungen darüber – ob es eine Fortsetzung geben wird oder nicht – wechselten von Woche zu Woche.
Am frühen Freitagmorgen des 22. Mai 2009 japanischer Zeit bestätigten sich die lang anhaltenden Gerüchte. Die achte Folge der erneuten Ausstrahlung der ersten Staffel wurde unangekündigt durch die erste Folge der zweiten Staffel Sasa no Ha Rhapsody ersetzt und war auf dem Fernsehsender Sun Television zu sehen. Infolgedessen kam es zu massenhaften Reaktionen auf dem weltgrößten Internetforum 2ch mit mehreren Hundert Postings pro Minute.
Aber auch im weiteren Verlauf herrschte immer wieder bewusst eingestreute Unklarheit darüber, wann und wie viele neue Folgen und Abschnitte gezeigt werden würden. So wechselten die Programmpläne häufig, da insbesondere der Handlungsabschnitt Endless Eight wesentlich mehr Zeit bzw. Folgen beanspruchte als es vorhergesagt wurde und dafür harsche Kritik erntete (siehe Kritik an Endless Eight).
Am 9. Oktober 2009 wurde am Ende der Ausstrahlung der 28. Folge Someday in the Rain bekannt gegeben, dass im Frühling 2010 ein Film über den vierten Roman, Suzumiya Haruhi no Shōshitsu, in den japanischen Kinos anlaufen wird.
Eine englische Fassung der zweiten Staffel soll am 14. September 2010 von Funimation auf 4 DVDs veröffentlicht werden. Diese enthält ebenfalls eine CD mit dem Vorspanntitel Super Driver und dem Abspanntitel Tomare!.
In Deutschland erscheint die 2. Staffel zeitgleich mit dem Kinofilm ab Frühjahr 2012 beim Anime-Label Kazé auf DVD. Das Release auf Blu-ray erfolgte durch Crunchyroll GmbH am 4. August 2023.

### Reihenfolge der Episoden
Im Fernsehen wurde der Anime bei der Erstausstrahlung 2006 in einer nicht chronologischen Reihenfolge gezeigt, die mit einem Prolog beginnt dem sich die sechs Kapitel der ersten Light Novel Suzumiya Haruhi no Yūutsu anschließen. Zwischen diesen sechs in chronologischer Reihenfolge vorliegenden Episoden wurden einzelne Folgen eingeschoben, die auf den Ereignissen der nachfolgenden Roman-Ausgaben basierten. In der Vorschau zur nächsten Folge wurde jeweils von Haruhi und Kyon eine Nummer präsentiert. Die von Haruhi angesagte Nummer verwies immer darauf wie die Folge in die Chronologie einzuordnen ist, während Kyon die Nummer entsprechend der Sendereihenfolge darbot und Haruhi entsprechend korrigierte. Nur in der zwölften ausgestrahlten Folge stimmten beide Nummern überein, was Kyon trotzdem veranlasste wie üblich Haruhi zu widersprechen, um sich einige Sekunden später selbst korrigieren zu müssen. Entsprechend den Charakteren werden diese beiden Reihenfolgen auch als „Haruhi- oder Kyon-Reihenfolge“ bezeichnet.
Im Jahr 2009 wurde die Serie erneut ausgestrahlt. Dabei wurde sie jedoch um Folgen einer neuen Staffel erweitert, die ebenfalls 14 Folgen umfasst und zuvor bewusst durch Kadokawa Shoten verschwiegen wurde. Die zweite Ausstrahlung erfolgte in chronologischer Reihenfolge, was dazu führte, dass sich die neuen Folgen zwischen den bestehenden einreihten.
In folgender Liste werden die Folgen in chronologischer Reihenfolge entsprechend der Handlung aufgeführt. Neu hinzugekommene Folgen in der Staffel, bzw. der Wiederholung sind grün hinterlegt. Zudem ist der Light-Novel-Band (Bd.) auf den die jeweilige Episode basiert angegeben.
| 2006 | 2009 | DVD | Bd. | Deutscher Titel                         | Japanischer Titel           | Transkription                       | Erstausstrahlung                   |
| ---- | ---- | --- | --- | --------------------------------------- | --------------------------- | ----------------------------------- | ---------------------------------- |
| 02   | 01   | 02  | 1   | Die Melancholie der Haruhi Suzumiya I   | 涼宮ハルヒの憂鬱Ⅰ           | Suzumiya Haruhi no Yūutsu I         | 10. Apr. 2006 (3. April 2009)      |
| 03   | 02   | 03  | 1   | Die Melancholie der Haruhi Suzumiya II  | 涼宮ハルヒの憂鬱Ⅱ           | Suzumiya Haruhi no Yūutsu II        | 17. Apr. 2006 (10. April 2009)     |
| 05   | 03   | 04  | 1   | Die Melancholie der Haruhi Suzumiya III | 涼宮ハルヒの憂鬱Ⅲ           | Suzumiya Haruhi no Yūutsu III       | 30. Apr. 2006 (17. April 2009)     |
| 10   | 04   | 05  | 1   | Die Melancholie der Haruhi Suzumiya IV  | 涼宮ハルヒの憂鬱Ⅳ           | Suzumiya Haruhi no Yūutsu IV        | 5. Juni 2006 (24. April 2009)      |
| 13   | 05   | 06  | 1   | Die Melancholie der Haruhi Suzumiya V   | 涼宮ハルヒの憂鬱Ⅴ           | Suzumiya Haruhi no Yūutsu V         | 26. Juni 2006 (1. Mai 2009)        |
| 14   | 06   | 07  | 1   | Die Melancholie der Haruhi Suzumiya VI  | 涼宮ハルヒの憂鬱Ⅵ           | Suzumiya Haruhi no Yūutsu VI        | 3. Juli 2006 (8. Mai 2009)         |
| 04   | 07   | 08  | 3   | Die Langeweile der Haruhi Suzumiya      | 涼宮ハルヒの退屈            | Suzumiya Haruhi no Taikutsu         | 24. Apr. 2006 (15. Mai 2009)       |
| –    | 08   | –   | 3   | –                                       | 笹の葉ラプソディ            | Sasa-no-Ha Rhapsody                 | 22. Mai 2009                       |
| 07   | 09   | 09  | 3   | Mysterique Sign                         | ミステリックサイン          | Mysterique Sign                     | 15. Mai 2006 (29. Mai 2009)        |
| 06   | 10   | 10  | 3   | Das Einsame-Insel-Syndrom I             | 孤島症候群(前編)            | Kotō Shōkōgun (Zempen)              | 8. Mai 2006 (5. Juni 2009)         |
| 08   | 11   | 11  | 3   | Das Einsame-Insel-Syndrom II            | 孤島症候群(後編)            | Kotō Shōkōgun (Kōhen)               | 22. Mai 2006 (12. Juni 2009)       |
| –    | 12   | –   | 5   | –                                       | エンドレスエイト            | Endless Eight                       | 19. Juni 2009                      |
| –    | 13   | –   | 5   | –                                       | エンドレスエイト            | Endless Eight                       | 26. Juni 2009                      |
| –    | 14   | –   | 5   | –                                       | エンドレスエイト            | Endless Eight                       | 3. Juli 2009                       |
| –    | 15   | –   | 5   | –                                       | エンドレスエイト            | Endless Eight                       | 10. Juli 2009                      |
| –    | 16   | –   | 5   | –                                       | エンドレスエイト            | Endless Eight                       | 17. Juli 2009                      |
| –    | 17   | –   | 5   | –                                       | エンドレスエイト            | Endless Eight                       | 24. Juli 2009                      |
| –    | 18   | –   | 5   | –                                       | エンドレスエイト            | Endless Eight                       | 31. Juli 2009                      |
| –    | 19   | –   | 5   | –                                       | エンドレスエイト            | Endless Eight                       | 7. Aug. 2009                       |
| –    | 20   | –   | 2   | –                                       | 涼宮ハルヒの溜息Ⅰ           | Suzumiya Haruhi no Tameiki I        | 14. Aug. 2009                      |
| –    | 21   | –   | 2   | –                                       | 涼宮ハルヒの溜息Ⅱ           | Suzumiya Haruhi no Tameiki II       | 21. Aug. 2009                      |
| –    | 22   | –   | 2   | –                                       | 涼宮ハルヒの溜息Ⅲ           | Suzumiya Haruhi no Tameiki III      | 28. Aug. 2009                      |
| –    | 23   | –   | 2   | –                                       | 涼宮ハルヒの溜息Ⅳ           | Suzumiya Haruhi no Tameiki IV       | 4. Sep. 2009                       |
| –    | 24   | –   | 2   | –                                       | 涼宮ハルヒの溜息Ⅴ           | Suzumiya Haruhi no Tameiki V        | 11. Sep. 2009                      |
| 01   | 25   | 01  | 6   | Die Abenteuer der Mikuru Asahina        | 朝比奈ミクルの冒険Episode00 | Asahina Mikuru no Bōken: Episode 00 | 3. Apr. 2006 (18. September 2009)  |
| 12   | 26   | 12  | 6   | Live Alive                              | ライブアライブ              | Live Alive                          | 19. Juni 2006 (25. September 2009) |
| 11   | 27   | 13  | 5   | Der Tag des Schützen                    | 射手座の日                  | Iteza no Hi                         | 12. Juni 2006 (2. Oktober 2009)    |
| 09   | 28   | 14  | –   | Someday in the Rain                     | サムデイ イン ザ レイン     | Someday in the Rain                 | 29. Mai 2006 (9. Oktober 2009)     |

## Rezeption
Bereits wenige Tage nach der Ausstrahlung der ersten Folgen fanden sich erste von Fans produzierte Videos auf größeren Videoportalen. So tanzten verkleidete Fans die Choreografie des Abspanns oder es wurden AMVs aus einzelnen Szenen zusammengeschnitten. Entgegen der allgemeinen Auffassung des Urheberrechts ging der Lizenzbesitzer Kadokawa Shoten nicht dagegen vor, sondern nutzte die starke Verbreitung von Fan-Videos auf den Portalen wie Youtube für ein langzeitiges und millionenschweres Experiment. So gab Geschäftsführer Tsuguhiko Kadokawa auf der Creative-Commons-Konferenz in Sapporo bekannt, dass gerade durch diesen „nachlässigen“ Umgang mit dem Urheberrecht die Serie ein großer Erfolg wurde. Über das Internet erreichte die Serie auch in entlegenen Teilen der Welt eine hohe Bekanntheit, noch bevor der Anime in einer lokalisierten Fassung angeboten wurde. Dies schlug sich trotz geringer Werbemaßnahmen in hohen Verkaufszahlen nieder. Kadokawa kam nach eigenen Angaben den Fans entgegen und versuchte für die teils millionenfach betrachteten Videos die Urheber fremder Bestandteile zu einer Freigabe zu überreden. Dies gelang jedoch nicht immer und wurde von den Einstellern teils auch als befremdlich angesehen, da sie sich beobachtet fühlten.
Entsprechend dieser Entwicklung bezeichnete das Magazin Newtype Suzumiya Haruhi no Yūutsu als populärsten Anime des Jahres 2006. Dies bestätigte sich teilweise in einer Befragung des Ministeriums für Bildung, Kultur, Sport, Wissenschaft und Technologie im Jahr 2007. Dazu wurden 80.402 Japaner nach den bekanntesten Anime- und Manga-Titeln aller Zeiten befragt. Sie bekamen eine Liste von 50 ausgesuchten Animes und Mangas präsentiert, aus denen sie die Bekanntesten auswählen sollten, konnten aber auch eigene Vorschläge machen. In der Umfrage erreichte die Serie den 22. Platz, obwohl sie nicht auf der Liste stand, sondern von den Teilnehmern selbst ergänzt werden musste. Von allen Werken die händisch ergänzt wurden, war die Serie die Bekannteste.

### Erfolgsursachen und Haruhiismus
“Without question, the phenomenon of Haruhiism will be here to stay and make it’s impact among the otaku fanbase. I have personally never seen such success being achieved by a show, just 3 episodes in it’s initial run.”

„Ohne Frage, das Phänomen des Haruhiismus wird bestehen bleiben und seinen Eindruck in der Otaku-Fanbasis hinterlassen. Ich selber habe nie einen solchen Erfolg einer Sendung erlebt und das bereits nach nur drei erstmals gesendeten Folgen.“

Nach der Veröffentlichung des Anime entstand eine Fanszene, die wie „Pilze nach einem Regenschauer“ aus dem Boden geschossen sein soll. Anfangs nahezu unbekannt entwickelte sich der Titel der Reihe und der Vorname von Haruhi Suzumiya schnell zu einem Schlagwort. So wie sich die Fans von Star Trek als Trekkies bezeichnen, nennen sich die Fans des Franchises „Haruhiisten“ und bezeichnen ihre Fangemeinde analog zu einer Religion oder Staatsform als „Haruhiismus“ (ハルヒ主義, Haruhi shugi, engl. Haruhiism). Im Zentrum dieses Kultes steht die Figur Haruhi Suzumiya, die nicht ganz ernst zu nehmen wie im Anime als Göttin verehrt und gefürchtet wird.
Ursachen für die starke Verbreitung der Fanszene werden in dem Charisma der Hauptfigur und dem ungewöhnlichen Handlungsrahmen gesehen. Letzterer schafft es trotz realistisch anmutender Welt, mit surrealistischen Zusätzen, einen „frischen“ und vom Alltag abweichenden Eindruck zu hinterlassen. Somit sei Haruhi die Personifikation des „inneren Kindes“ das in jedem Menschen ruhe, das noch immer an Dingen wie UFOs und Zeitreisenden festhält und die harte Realität ignoriert. Das schonungslose Verhalten des Hauptcharakters habe sicher auch dazu beigetragen, dass zumindest über die Serie diskutiert wurde.
Weitere Ursachen des Erfolges werden in der Animation durch Kyōto Animation gesehen. Das Studio hatte sich bereits mit Titeln wie Full Metal Panic? Fumoffu, Full Metal Panic! The Second Raid und Air einen guten Ruf erworben und konnte so bereits im Vorfeld mehr Zuschauer für die Serie gewinnen. Anschließend folgte mit der ersten Folge ein Schock für das Publikum. Es wurde die aus chronologischer Sicht elfte Folge Die Abenteuer der Mikuru Asahina gesendet, die einem Amateurvideo nachempfunden war. Von dieser Qualität eines „Markenstudios“ schockiert, verbreiteten sich schnell Gerüchte über die Serie und weckten ein großes Interesse an der zuvor wenig beworbenen Animation. In der zweiten Folge wurden die Interessierten nicht enttäuscht und es wurde eine ansprechende Qualität geboten.
Gleichzeitig lieferte der Anime das „perfekte“ Ausgangsmaterial für Fan-Produktionen aller Art. So prägte sich der ungewöhnliche Abspann, der eine Choreographie der SOS-Brigade-Mitglieder zu dem Titel Hare Hare Yukai zeigte, sehr schnell in den Köpfen der Zuschauer ein und wurde selbst zu einem kulturellen Phänomen. Dieses machte sich insbesondere auch für den Lizenzbesitzer Kadokawa Shoten bezahlt, der nach eigener Aussage allein von Googles YouTube über 10 Mio. Yen (etwa 86.000 Euro) im Monat für Werbeeinnahmen erhält. Zwar hat auch Kadokawa auf YouTube einen eigenen Channel eröffnet und eigene Videos hochgeladen, dennoch stammen die Einnahmen zum Großteil aus den im Zeitraum vom September bis November 2008 über 50 Mio. Mal angesehenen MAD Videos.

### Verkaufszahlen
Die ersten beiden DVDs hatten sich bis August 2006 in Japan 70.000 und 90.000 Mal verkauft. Dies überraschte Kadokawa sehr. Nach ersten Schätzungen von Vertriebsdirektor Takafumi Ishibashi sollte damit die Anzahl der verkauften DVDs der gesamten Reihe die Marke von 500.000 überschreiten. Als das PlayStation-Portable-Spiel Suzumiya Haruhi no Yakusoku am 27. September 2007 mit einem Internetauftritt angekündigt wurde, fanden sich in dem Werbevideo Angaben von 800.000 verkauften DVDs, 4 Millionen verkauften Light Novels und einer Million verkaufter Manga-Ausgaben. Vergleichbare Angaben von Oricon kamen zu diesem Zeitpunkt nur auf etwa 330.000 DVDs. Dies sei im Verhältnis zu der Masse der Animes immer noch ein sehr gutes Ergebnis, da von den meisten weniger als 10.000 Exemplare pro DVD verkauft würden. Für diesen gravierenden Unterschied wurden verschiedene Ursachen genannt. So erfasst Oricon nicht alle Händler und führt damit zwar relativ vergleichbare, aber keine absoluten Zahlen. Gleichzeitig wurde dem Herausgeber Übertreibung vorgeworfen, was nicht das erste Mal gewesen sei. Die echten japanischen Verkaufszahlen befinden sich folglich irgendwo zwischen diesen beiden Angaben.

### Auszeichnungen
Die Serie gewann 2006 den Preis für die Beste Fernsehserie der Veranstaltung Animation Kobe. Bei den sechsten Tokyo Anime Awards gewann der Anime den Preis in der Kategorie „Beste Anime-Fernsehserie“ zusammen mit Code Geass und Death Note.

### Kritik an Endless Eight
Endless Eight war ein acht Folgen umfassender Handlungsabschnitt der zweiten Staffel, der besonders kritisiert wurde, da die acht Folgen nahezu identischen, sich stets wiederholenden Inhalt boten. So erzählte jede dieser Folgen dieselbe Geschichte mit nur minimalen Variationen und immer gleichem Ausgang, der zu einer Endlosschleife führte. So nahm Yutaka Yamamoto (auch als Yamakan bezeichnet), ein ehemaliger Mitarbeiter der ersten Staffel, der auch für einige Folgen auf die Rolle des Regisseurs übernahm, die Gelegenheit wahr, um sich auf der Otakon dafür zu entschuldigen, dass es so weit gekommen ist. Laut ihm sei dieser Abschnitt schon ein Jahr zuvor im Gespräch gewesen und dass er ihn auf maximal 2 Folgen hätte ausdehnen wollen. Er bezeichnete Endless Eight als „unentschuldbar“. Jedoch wurde Yamakan zuvor während der Produktion von Lucky Star laut seiner Aussage recht unehrenhaft entlassen und übte danach öfter, wie etwa in Kannagi, Kritik gegen seinen ehemaligen Arbeitgeber. Dieser Kritik schloss sich später aber auch Sprecherin Aya Hirano an, die in der eigenen Radiosendung den Abschnitt als „für den Zuschauer noch schrecklicher als für die Sprecher“ bezeichnete und bei ihren Fans um Entschuldigung bat. Sie selbst habe das Skript zunächst für einen schlechten Scherz gehalten.